# پزتا گینه استوایی

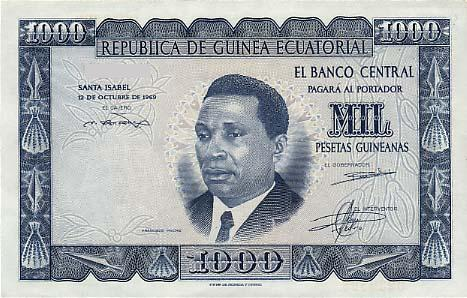
پزتا گینه استوایی

پزتا گینه استوایی (به انگلیسی: Equatorial Guinean peseta) (به زبان بومی: peseta guineana) با کد ایزوی GQP، یکای پول رایج در کشور گینه استوایی است. مسئولیت کنترل این یکای پول برعهدهٔ بانک مرکزی گینه استوایی قرار دارد.